# Puyo Puyo Tetris
Puyo Puyo Tetris (ぷよぷよテトリス Puyopuyo Tetorisu?) Es un videojuego de rompecabezas desarrollado por Sonic Team y publicado por Sega. El juego es un cruce entre las franquicias Puyo Puyo y Tetris, y presenta varios modos de juego que incorporan ambos aspectos. El juego incluye personajes modelados a partir de los siete Tetrominos, que son piezas de rompecabezas diferentes, cada una hecha de cuatro bloques.
Puyo Puyo Tetris fue el primer título relacionado con Tetris publicado por Sega desde el juego de PlayStation 2 Tetris Collection, una entrega de la serie Sega Ages, en 2006. Puyo Puyo Tetris adopta las pautas utilizadas en los juegos contemporáneos de Tetris, por lo que los patrones de rotación y Los colores de los Tetrominos difieren de los lanzamientos anteriores de Sega.
Puyo Puyo Tetris fue lanzado para Nintendo 3DS, Wii U, PlayStation Vita y PlayStation 3 en Japón en febrero de 2014, seguido de versiones para PlayStation 4 y Xbox One en diciembre de 2014, y Nintendo Switch en marzo de 2017. Las versiones de PlayStation 4 y Nintendo Switch se lanzaron fuera de Japón en abril de 2017, lo que marca la primera localización en inglés de un juego de Puyo Puyo desde Puyo Pop Fever en 2004. Una versión de Microsoft Windows fue lanzada en febrero de 2018, a través de la plataforma Steam.

## Jugabilidad
Puyo Puyo Tetris se centra en la combinación de dos estilos de juego principales, Puyo Puyo y Tetris. En el estilo Puyo Puyo, los bloques de colores conocidos como Puyos caerán desde la parte superior de la pantalla y se podrán rotar antes de colocarlas hacia abajo. Los Puyos desaparecen al reunir grupos de cuatro o más bloques del mismo color, en horizontal o vertical. Al organizar cuidadosamente los Puyos, los jugadores pueden realizar combos en cadena en los cuales los Puyos adicionales se combinan y se colocan en su lugar, ganando más puntos como resultado. El estilo Tetris, por otro lado, tiene jugadores que colocan bloques con forma conocidos como Tetriminios en el campo de juego. El hecho de completar con éxito una línea horizontal completa de bloques en el campo hará que desaparezca, y se pueden ganar puntos adicionales despejando varias líneas a la vez. En cualquiera de los dos estilos, el juego termina si Puyos o Tetriminios se acumulan en la parte superior del campo de juego.
Utilizando estos dos estilos de juego, Puyo Puyo Tetris presenta cinco modos de juego principales, cada uno de los cuales se puede jugar con hasta cuatro jugadores, tanto localmente como en línea, o contra oponentes de la computadora. Con la excepción de los modos de Swap y Fusion, cada jugador puede elegir independientemente entre los estilos de Puyo y Tetris.
El modo Versus es una partida estándar en la que los jugadores se enfrentan entre sí con su estilo elegido. Al realizar combos de cadenas en el estilo Puyo o limpiar líneas en el estilo Tetris, la basura se envía a los oponentes del jugador, que aparece como Puyos basura en el estilo Puyo que caen desde la parte superior, y líneas adicionales en el estilo Tetris que aparecen desde el fondo. Los jugadores pierden una vez que su campo de juego se llena en la parte superior.
El modo Party lanza potenciadores que pueden dar beneficios al jugador u obstaculizar a los oponentes. El jugador que tenga la puntuación más alta al final de un límite de tiempo gana, y la partida no termina si algún jugador llena el campo de juego. El modo Swap hace que los jugadores alternen periódicamente entre los estilos Puyo y Tetris, cada uno en su propio tablero. Los jugadores pierden cuando uno de sus tableros se llena por completo.
El modo Fusion combina los estilos Puyo y Tetris en un tablero, con Tetriminios hundiéndose debajo de cualquier Puyos cuando se coloca. Finalmente, el modo Big Bang combina el modo Fever de Puyo Puyo con Lucky Attack de Tetris. Dependiendo del estilo, los jugadores deben eliminar rápidamente olas de bloques Puyos o Tetris preestablecidos, con el objetivo de eliminar tantas olas como sea posible dentro de un límite de tiempo. Después de cada límite de tiempo, los jugadores reciben daño en función de cuánto más lento eran contra el jugador principal, y los jugadores se eliminan si se quedan sin salud.
También hay una campaña de Aventura, consistente en varias batallas contra oponentes de la computadora y desafíos específicos del modo, y seis modos de desafío para un solo jugador; Endless Fever, Endless Puyo y Tiny Puyo para el estilo Puyo; Sprint, Marathon y Ultra para el estilo Tetris. Jugar a través de cada modo gana créditos que se pueden gastar en una tienda del juego para desbloquear diferentes estilos de arte para Puyos y Tetriminios y paquetes de voz alternativos.

## Historia
La historia tiene lugar aproximadamente un año después de los eventos de Puyo Puyo!! 20th Anniversary. Después de que el poder Puyo reúne a Ringo con Amitie, Arle y Carbuncle, son alertados repentinamente por la aparición de bloques extraños (Tetriminos) que caen sobre su mundo. Luego son transportados a una nave espacial conocida como SS Tetra, donde se encuentran con Tee y su tripulación, que vienen de un mundo donde luchan usando Tetris en lugar de Puyo Puyo. Después de que la nave se estrellara en el mundo de Ringo, las chicas ayudaron a Tee a reparar su nave, solo para descubrir que algunos de sus amigos están actuando de manera extraña, prediciendo la fusión de las dimensiones. Después de lograr curar a sus amigos de este control mental, la pandilla busca en el espacio para encontrar quién es el responsable de la fusión de las dos dimensiones. Al llegar al límite del espacio-tiempo, finalmente se encuentran con el Guardián de las Dimensiones y el excapitán de la SS Tetra, Ex, quien se ha sentido solo por tener que mantener las dos dimensiones. Tee ofrece ocupar el lugar de Ex como Guardián, pero afortunadamente, Eccolo y Satan logran crear un portal entre el SS Tetra y el límite del espacio-tiempo para que Tee pueda visitar a Ex en cualquier momento. Una vez resuelto el problema, Tee y su equipo se despidieron de Ringo y sus amigos, ya que sus dimensiones están nuevamente separadas.

## Lanzamiento y desarrollo
Puyo Puyo Tetris fue originalmente programado para ser la secuela directa de Puyo Puyo 7. Sin embargo, debido a diversas circunstancias, se reprogramó que Puyo Puyo!! 20th Anniversary se lanzará a continuación y este juego se lanzó más tarde. Inicialmente se lanzó para Nintendo 3DS, Wii U, PlayStation 3 (luego del reemplazo del Tetris de EA en PS3) y PlayStation Vita en Japón el 6 de febrero de 2014. Los ports para PlayStation 4 y Xbox One se lanzaron posteriormente en diciembre de 2014 , e incluye todos los DLC de las otras versiones. La versión de Xbox One es uno de los siete títulos de Xbox One que serían exclusivos de Japón. El 3 de marzo de 2017, se lanzó en Japón una versión de Nintendo Switch llamada Puyo Puyo Tetris S, que también contenía todo el contenido descargable previamente lanzado, junto con el propio sistema como título de lanzamiento.
Las versiones de PlayStation 4 y Nintendo Switch luego se localizaron en inglés y se lanzaron en abril de 2017. La versión de Switch se lanzó como Puyo Puyo Tetris.
El 2 de febrero de 2018, varios juegos publicados por Sega en el mercado digital Steam recibieron actualizaciones a su feed de noticias. Estos títulos incluyen NiGHTS into Dreams, Tembo the Badass Elephant, Jet Set Radio, Binary Domain, y otros. Estas publicaciones eran representaciones artísticas ASCII de diferentes Puyos y Tetriminos, dando a entender la idea de que habría un port para PC. Sega lo confirmó oficialmente el 6 de febrero y se lanzó en Steam el 27 de febrero. Este port contenía todos los DLC anteriores, así como el soporte de salida 4K y la opción de cambiar entre la voz en off original en japonés y la voz en inglés. Ha sido criticado por usar el sistema DRM de Denuvo para evitar la piratería. El juego sufrió problemas en el lanzamiento, pero Sega ha corregido muchos errores y fallos reportados por los usuarios.

## Recepción
PlayStation LifeStyle dio la versión de Vita un 8/10 y la llamó "un ejemplo de una entrada de franquicia bien hecha"; algo que no le gustaba el modo Big Bang, pero con grandes elogios a los modos Aventura y Swap. Famitsu le dio al juego una puntuación de 9/9/9/8. Eurogamer nombró a las versiones PlayStation 4 y Switch en su lista de los "Top 50 Games of 2017".
La versión para 3DS fue la más vendida en Japón, con 44,627 unidades vendidas en la primera semana, en comparación con las 10.306 unidades para la versión de PS3, y 8.973 para la versión de PS Vita. La versión de Wii U no ha sido cuantificada.
Las versiones de PS4 y Switch ganaron el premio "Game, Puzzle" en los NAVGTR Awards.

## Puyo Puyo Tetris 2
Puyo Puyo Tetris 2 será la secuela de Puyo Puyo Tetris, fue anunciado el 26 de agosto de 2020 con reserva ya disponible desde la fecha y con fecha de lanzamiento prevista para el 8 de diciembre de 2020 para las consolas Nintendo Switch, PlayStation 4 y Xbox One, a finales de 2020 para PlayStation 5, Xbox Series X|S y para PC (via Steam) a principios de 2021